# Evolvulus boliviensis
Evolvulus boliviensis är en vindeväxtart som beskrevs av V. Ooststr. Evolvulus boliviensis ingår i släktet Evolvulus och familjen vindeväxter. Inga underarter finns listade i Catalogue of Life.